# Macromitrium hemitrichodes
Macromitrium hemitrichodes är en bladmossart som beskrevs av Schwaegrichen 1827. Macromitrium hemitrichodes ingår i släktet Macromitrium och familjen Orthotrichaceae. Inga underarter finns listade i Catalogue of Life.